# Albumy numer jeden w roku 1995 (Japonia)
Notowanie Weekly Album Chart (jap. 週間アルバムランキング Shūkan Arubamu Chāto) przedstawia najlepiej sprzedające się albumy w Japonii. Publikowane jest ono przez magazyn Oricon Style, a dane kompletowane są przez Oricon w oparciu o cotygodniowe wyniki sprzedaży fizycznej albumów. Poniżej znajdują się tabele prezentujące najpopularniejsze albumy w danych tygodniach w roku 1995.

## Oricon Weekly Album Chart
| Data            | Album                                                                                         | Wykonawca              | Źródło |
| --------------- | --------------------------------------------------------------------------------------------- | ---------------------- | ------ |
| 2 stycznia      | Merry Christmas (jap. メリー・クリスマス)                                                     | Mariah Carey           | [ 1 ]  |
| 9 stycznia      | wstrzymanie publikacji                                                                        | wstrzymanie publikacji | [ 1 ]  |
| 16 stycznia     | Cool                                                                                          | SMAP                   | [ 1 ]  |
| 23 stycznia     | Atomic Heart                                                                                  | Mr. Children           | [ 1 ]  |
| 30 stycznia     | SINGLES -FLIGHT RECORDER II-                                                                  | LINDBERG               | [ 1 ]  |
| 6 lutego        | BUMPIN' VOYAGE                                                                                | Toshinobu Kubota       | [ 1 ]  |
| 13 lutego       | BUMPIN' VOYAGE                                                                                | Toshinobu Kubota       | [ 1 ]  |
| 20 lutego       | Junjō karen otome moyō (jap. 純情可憐乙女模様)                                                | Yuki Uchida            | [ 1 ]  |
| 27 lutego       | GUITARHYTHM FOREVER Vol.1                                                                     | Tomoyasu Hotei         | [ 1 ]  |
| 6 marca         | DECADE                                                                                        | Kome Kome Club         | [ 1 ]  |
| 13 marca        | NEVER END                                                                                     | ASKA                   | [ 1 ]  |
| 20 marca        | forever you                                                                                   | Zard                   | [ 1 ]  |
| 27 marca        | forever you                                                                                   | Zard                   | [ 1 ]  |
| 3 kwietnia      | DELICIOUS                                                                                     | Dreams Come True       | [ 1 ]  |
| 10 kwietnia     | dAnce to positive                                                                             | trf                    | [ 1 ]  |
| 17 kwietnia     | dAnce to positive                                                                             | trf                    | [ 1 ]  |
| 24 kwietnia     | DELICIOUS                                                                                     | Dreams Come True       | [ 1 ]  |
| 1 maja          | dAnce to positive                                                                             | trf                    | [ 1 ]  |
| 8 maja          | PIECE OF MY SOUL                                                                              | Wands                  | [ 1 ]  |
| 15 maja         | PIECE OF MY SOUL                                                                              | Wands                  | [ 1 ]  |
| 22 maja         | feminism                                                                                      | Kuroyume               | [ 1 ]  |
| 29 maja         | Six/Nine                                                                                      | BUCK-TICK              | [ 1 ]  |
| 5 czerwca       | THE GEISHA GIRLS SHOW – Honō no ossan Hour (jap. THE GEISHA GIRLS SHOW - 炎の おっさんアワー) | GEISHA GIRLS           | [ 1 ]  |
| 12 czerwca      | N’                                                                                            | Naomi Tamura           | [ 1 ]  |
| 19 czerwca      | M-COLLECTION: Kaze o sagashiteru (jap. M-COLLECTION 風をさがしてる)                           | Masaharu Fukuyama      | [ 1 ]  |
| 26 czerwca      | These Days (jap. ジーズ・デイズ)                                                              | Bon Jovi               | [ 1 ]  |
| 3 lipca         | HAPPY!                                                                                        | Southern All Stars     | [ 1 ]  |
| 10 lipca        | Code Name.1 Brother Sun                                                                       | CHAGE&ASKA             | [ 1 ]  |
| 17 lipca        | SMAP 007 ~Gold Singer~                                                                        | SMAP                   | [ 1 ]  |
| 24 lipca        | She loves you                                                                                 | Misato Watanabe        | [ 1 ]  |
| 31 lipca        | LA.LA.LA                                                                                      | Maki Ōguro             | [ 1 ]  |
| 7 sierpnia      | LA.LA.LA                                                                                      | Maki Ōguro             | [ 1 ]  |
| 14 sierpnia     | LA.LA.LA                                                                                      | Maki Ōguro             | [ 1 ]  |
| 21 sierpnia     | SINGLES                                                                                       | Kyōsuke Himuro         | [ 1 ]  |
| 28 sierpnia     | LA.LA.LA                                                                                      | Maki Ōguro             | [ 1 ]  |
| 4 września      | Lady Generation ~Shukujo no sedai~ (jap. Lady Generation 〜淑女の世代〜)                      | Ryōko Shinohara        | [ 1 ]  |
| 11 września     | OPUS 21                                                                                       | Anri                   | [ 1 ]  |
| 18 września     | Circus (jap. サーカス)                                                                        | Lenny Kravitz          | [ 1 ]  |
| 25 września     | SUNSHINE, MOONLIGHT                                                                           | Toshinobu Kubota       | [ 1 ]  |
| 2 października  | Honey (jap. ハチミツ)                                                                         | Spitz                  | [ 1 ]  |
| 9 października  | Daydream (jap. デイドリーム)                                                                  | Mariah Carey           | [ 1 ]  |
| 16 października | Daydream (jap. デイドリーム)                                                                  | Mariah Carey           | [ 1 ]  |
| 23 października | FIELD OF VIEW I                                                                               | Field of View          | [ 1 ]  |
| 30 października | DANCE TRACKS VOL.1                                                                            | Namie Amuro            | [ 1 ]  |
| 6 listopada     | MARTINI II                                                                                    | Masayuki Suzuki        | [ 1 ]  |
| 13 listopada    | FOUR SEASONS                                                                                  | The Yellow Monkey      | [ 1 ]  |
| 20 listopada    | NOW3                                                                                          | Shampoo Hoka           | [ 1 ]  |
| 27 listopada    | TREASURES                                                                                     | Tatsurō Yamashita      | [ 1 ]  |
| 4 grudnia       | LOOSE                                                                                         | B’z                    | [ 1 ]  |
| 11 grudnia      | KATHMANDU                                                                                     | Yumi Matsutōya         | [ 1 ]  |
| 18 grudnia      | evergreen                                                                                     | My Little Lover        | [ 1 ]  |
| 25 grudnia      | BACK BEATs #1                                                                                 | Maki Ōguro             | [ 1 ]  |